# زنان در دندانپزشکی

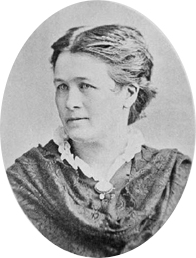
لوسی هابز تیلور اولین زنی که از کالج دندانپزشکی اوهایو فارغ‌التحصیل شد.

تاریخچه طولانی از فعالیت زنان در دندانپزشکی وجود دارد.

## سال‌شمار

### قرن ۱۶ میلادی
- قرن شانزدهم: در یک طرح حکاکی شده مسی توسط لوکاس ون لیدن، یک دندانپزشک در حال سفر به همراه یک زن که به عنوان دستیار وی نقش دارد، دیده می‌شود.[۱]

### قرن ۱۹ میلادی
- ۱۸۱۴: جوزفین سر اولین زنی شد که از دانشگاه تارتو مدرک دندانپزشکی دریافت کرد.[۲] دخترش ماری لوئیس سر بعداً در سال ۱۸۲۹ از همان دانشگاه در رشته دندانپزشکی فارغ‌التحصیل شد.[۳]
- ۱۸۵۲: آمالیا آسور اولین دندانپزشک زن در سوئد شد. با وجود اینکه فعالیت در این حرفه پیش از سال ۱۸۶۱ در سوئد به‌طور قانونی برای زنان مجاز نشده بود، از طرف شورای سلطنتی بهداشت سوئد به او مجوز ویژه برای فعالیت پزشکی داده شد تا به‌طور مستقل به عنوان دندانپزشک فعالیت کند.[۱]
- ۱۸۵۵: املین رابرتز جونز اولین زنی شد که در آمریکا دندانپزشکی کرد.[۴] او در دوران نوجوانی با دندانپزشک دانیل جونز ازدواج کرد و در سال ۱۸۵۵ دستیار وی شد.[۵]
- ۱۸۶۶: روزالی فوگلبرگ مجوز فعالیت را از پادشاه سوئد کارل پانزدهم دریافت کرد و بدین ترتیب اولین زنی در سوئد شد که به‌طور قانونی در سوئد به عنوان دندانپزشک فعالیت می‌کرد.
- ۱۸۶۶: لوسی هابز تیلور اولین زنی که از کالج دندانپزشکی اوهایو فارغ‌التحصیل شد.
- ۱۸۶۹: هنریت هیرشفلد-تیبورتیوس، اولین زنی بود که یک دوره کامل دانشکده دندانپزشکی را گذراند، زیرا لوسی هابز تیلور قبل از اتمام دوره تحصیل خود در کالج دندانپزشکی، گواهینامه فعالیت دندان پزشکی خود را دریافت کرد.[۶] وی اولین دندانپزشک زن در آلمان بود.
- ۱۸۷۴: فانی رمبرگر دومین زن آمریکایی شد که در سال ۱۸۷۴، هنگامی که از کالج جراحی دندانپزشکی پنسیلوانیا فارغ‌التحصیل شد، درجه دکترای جراحی دندان را دریافت کرد. وی در فیلادلفیا کار می‌کرد و فعالیت او فقط به زنان و کودکان محدود می‌شد.
- ۱۸۸۱: مارگارت کارو اولین زنی شد که در فهرست دندانپزشکان نیوزیلند ثبت شده‌است.
- ۱۸۸۶: مارگاریتا چورنه و سالازار اولین زن دندانپزشک در مکزیک شدند.
- ۱۸۹۰: آیدا رولینز اولین زن آفریقایی-آمریکایی شد که مدرک دندانپزشکی را از دانشگاه میشیگان کسب کرد.[۷]
- ۱۸۹۲: انجمن دندانپزشکی زنان ایالات متحده در سال ۱۸۹۲ توسط مری استیلول-کوئزل با ۱۲ عضو تأسیس شد.[۸]
- ۱۸۹۳: کارولین لوئیز ژوزفین ولز اولین زن کانادایی شد که از دانشکده دندانپزشکی فارغ‌التحصیل می‌شود.[۹][۱۰]
- ۱۸۹۵: لیلیان لیندسی اولین دندانپزشک زن مجاز به فعالیت در انگلیس شد.
- ۱۸۹۸: اما گاودرو کاسگرین اولین دندانپزشک زن مجاز به فعالیت در کانادا شد.

### قرن ۲۰ میلادی

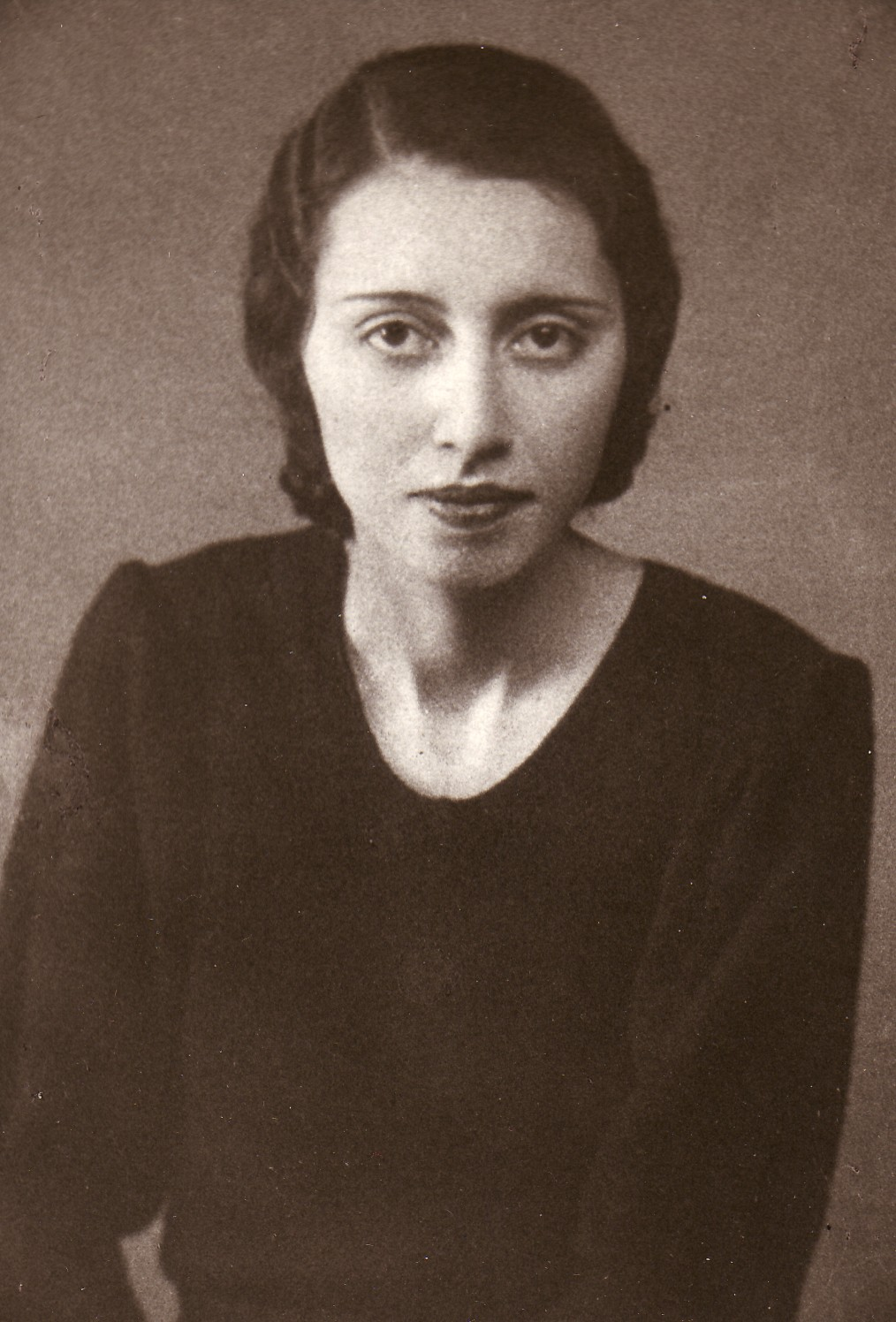
بدری تیمورتاش، اولین دندانپزشک زن در ایران.

- ۱۹۰۴–۱۹۰۵: سای سو لیانگ، اولین زن آمریکایی ـ چینی شد که از دانشکده دندانپزشکی فارغ‌التحصیل و در ایالات متحده دندانپزشک شد.[۱۲][۱۳]
- ۱۹۰۷: فرانسیس دوروتی گری اولین فارغ‌التحصیل لیسانس علوم دندانپزشکی در دانشگاه ملبورن در استرالیا شد.[۱]
- ۱۹۰۹: مینی اوانجلین جوردون اولین کلینیک دندانپزشکی را در ایالات متحده تأسیس کرد که فقط به بیماران کودکان اختصاص داشت.
- ۱۹۲۱: در طی نشست سالانه انجمن دندانپزشکی آمریکا (ADA)، ۱۲ دندانپزشک زن در میلواکی ملاقات کردند و فدراسیون زنان دندانپزشک آمریکایی را تشکیل دادند که اکنون به عنوان انجمن زنان دندانپزشک آمریکا (AAWD) شناخته می‌شود. اولین رئیس آنها مینی ایوانجلین جوردون بود.[۸]
- ۱۹۲۵: مینی اوانجلین جوردون اولین کتاب درسی راجع به دندانپزشکی کودکان با عنوان دندانپزشکی عملی برای کودکان منتشر کرد.[۱۴][۱۵][۱۶]
- ۱۹۶۵: بدری تیمورتاش و امیر اسماعیل سوندوزی دانشکده دندانپزشکی مشهد را در سال ۱۳۴۴ تأسیس کردند و تیمورتاش اولین رئیس زن دانشکده دندانپزشکی در سال ۱۳۴۶ شد.[۱۷] تیمورتاش اولین زن دندانپزشک در ایران بود.[۱۱]
- ۱۹۷۵: جسیکا ریکرت پس از فارغ‌التحصیلی از دانشکده دندانپزشکی دانشگاه میشیگان در سال ۱۹۷۵، اولین زن دندانپزشک هندی ـ آمریکایی در آمریکا شد.[۱۸]